# 太平洋中央車站
太平洋中央車站（英語：Pacific Central Station）是加拿大卑詩省溫哥華的主要城際鐵路總站。維亞鐵路、美鐵和洛磯山脈觀光鐵路（Rocky Mountaineer）皆有列車在此站停靠，而太平洋客車線（Pacific Coach Lines）和加拿大灰狗巴士的溫哥華長途汽車總站亦設於此。此外，車站亦鄰近溫哥華架空列車博覽線上的緬街－科學世界站。

## 運作
在此站停靠的鐵路列車如下：
- 維亞鐵路「加拿大人號」列車前往多倫多
- 美鐵「喀斯喀特号（英语：Amtrak Cascades）」列車前往西雅圖景街站和俄勒冈州尤金
- 洛磯山脈觀光鐵路「海岸通道號」列車（Coastal Passage）前往西雅圖

洛磯山脈觀光鐵路通往亞伯達省賈斯珀和班芙的列車過去亦曾在此站停靠，2005年起則遷往附近的專用車站；該公司於2013年開辦通往西雅圖的列車後則恢復使用此站。
由於運行往來美國和加拿大之間的國際列車，本車站內除駐有加拿大边境服务局檢查閘口外，還設有美國境外入境審查設施。因此，從西雅圖出發的美鐵「喀斯喀特号」列車並不會在美加邊境停靠以供旅客乘降辦理出入境手續。來自美國的列車到達本站后，旅客即在車站內辦理加拿大的入境手續；而旅客若從本站出發，乘坐開往美國的列車，則是先於站內辦理好美國的入境手續再登車。

## 歷史

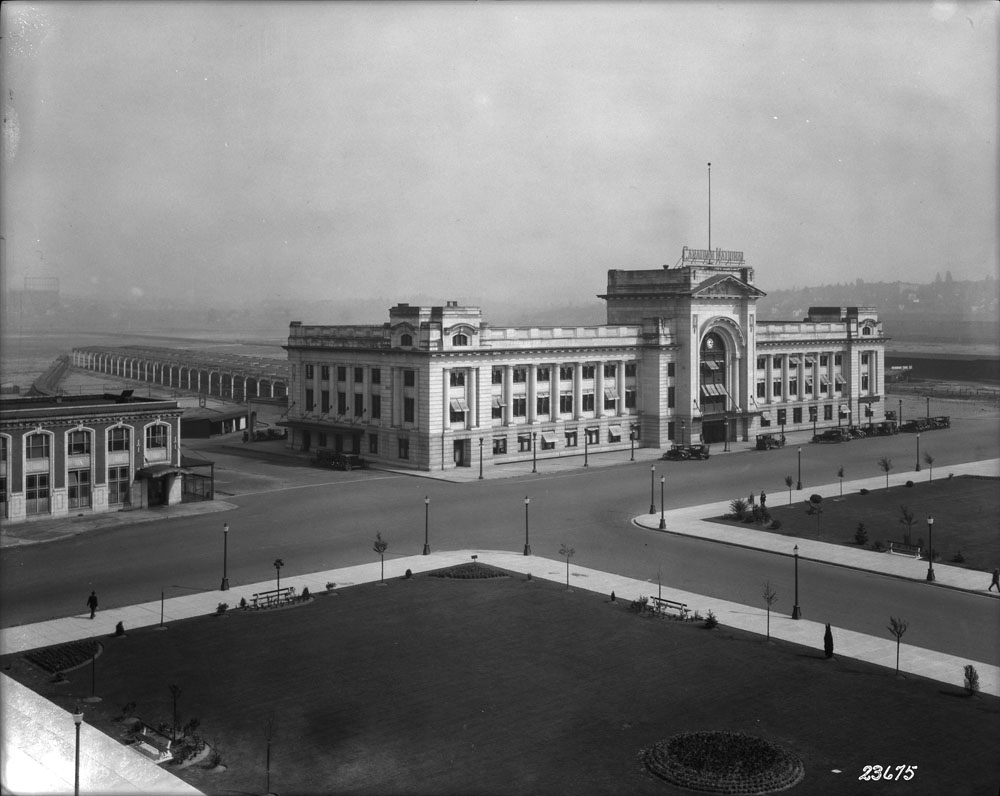
CN車站大樓外觀（攝於1920年代）

車站大樓由普拉特及羅斯建築師事務所（Pratt & Ross）設計，工程於1911年展開，1919年竣工，由加拿大北太平洋鐵路公司興建，用作該鐵路的溫哥華總站，建築風格為美術學院派（Beaux-Arts）。車站所在過去原為福溪的最東端，填海得來的土地除了用作興建此車站外，還興建了大北方鐵路的車站大樓（已於1965年拆卸）。加拿大國家鐵路公司（Canadian National Railway，CN）收購了北太平洋鐵路後，此車站亦轉歸CN。
隨著CN和加拿大太平洋鐵路（Canadian Pacific Railway，CPR）旗下的載客鐵路服務於1978年轉交新成立的維亞鐵路，維亞亦繼承了此車站及布勒内灣畔CPR總站的業權。維亞初期曾同時使用該兩個車站，但到1979年則將所有溫哥華業務集中在CN車站，並停用前CPR總站（即現濱海站）。
溫哥華市政府於1980年將CN車站大樓列為甲級歷史建築，而加拿大公園管理局則於1991年將車站列為歷史鐵路車站。隨著長途汽車服務從1993年起停靠此站，車站亦於同年正式更名為「太平洋中央車站」。
2010年11月8日，維亞鐵路宣佈斥資510萬加元為車站進行修葺，部分款項由加拿大聯邦政府支付。項目經費其後上升至690萬加元，工程於2012年4月完成。

## 外部連結
- （英文）Vancouver train station - VIA Rail（页面存档备份，存于）－維亞鐵路網站 太平洋中央車站頁面